# One Love (chanson de David Guetta)
Pour les articles homonymes, voir One Love.
Singles de David Guetta
Sexy Bitch
(2009) Memories
(2010)
Pistes de One Love
I Gotta Feeling I Wanna Go Crazy
One Love est le 3e single de David Guetta en duo avec Estelle, extrait de son 4e album qui porte le même nom One Love.

## Classement
One Love est la chanson extraite de l'album One Love qui s'est le moins vendue, bien que la chanson soit entrée dans les hit-parades d'une dizaine de pays. Ceci s'explique que cette chanson a été peu présente dans les médias que ce soit à la radio ou à la télévision. Le titre n'a pas eu de grande diffusion et a été donc peu entendu et peu acheté. Musicalement, une oreille attentive remarquera que la structure harmonique de la chanson est la même que celle d'"Hotel California" des Eagles.

## Liste des pistes
- CD single au Royaume-Uni

| No | Titre                   | Durée |
| -- | ----------------------- | ----- |
| 1. | One Love (Radio Edit)   | 4:00  |
| 2. | One Love (Extended Mix) | 6:46  |

- CD single en Europe

| No | Titre                                   | Durée |
| -- | --------------------------------------- | ----- |
| 1. | One Love (Extended Mix)                 | 6:46  |
| 2. | One Love (Chuckie & Fatman Scoop Remix) | 8:00  |
| 3. | One Love (Avicii Remix)                 | 7:45  |
| 4. | One Love (Calvin Harris Remix)          | 6:00  |
| 5. | One Love (Arias Remix)                  | 7:08  |
| 6. | One Love (Chocolate Puma Remix)         | 4:48  |
| 7. | One Love (Radio Edit)                   | 4:00  |

### Classement par pays
| Pays                          | Meilleure position |
| ----------------------------- | ------------------ |
| Bulgarie                      | 4                  |
| Portugal                      | 13                 |
| Allemagne                     | 18                 |
| Pays-Bas                      | 19                 |
| Autriche                      | 20                 |
| Australie                     | 36                 |
| Royaume-Uni                   | 46                 |
| Suisse                        | 48                 |
| Allemagne                     | 53                 |
| France Club 40 Diffusion club | 13                 |